# Medgar Evers

Standbeeld in Jackson

Medgar Wiley Evers (Decatur (Mississippi), 2 juli 1925 – Jackson (Mississippi), 12 juni 1963) was een Afrikaans-Amerikaans burgerrechten-activist die zich actief inzette om de rassenscheiding aan de universiteit van Mississippi te beëindigen.
Na zijn dienst in het Amerikaanse leger tijdens de Tweede Wereldoorlog en het hierop volgende afronden van zijn opleiding werd Evers actief in de Amerikaanse burgerrechtenbeweging.  Hij was vanaf 1954 medewerker van de National Association for the Advancement of Colored People. Hij organiseerde sit-ins tegen de segregatie in het zuiden en registreerde in zijn thuisstaat Mississippi duizenden zwarte kiezers.
Evers werd geliquideerd door Byron De La Beckwith, een lid van de White Citizens' Council (en later van de Ku Klux Klan). De moord op Medgar Evers en de rechtszaken als gevolg daarvan resulteerden in burgerrechtenprotesten en waren een inspiratie voor kunstwerken, muziek en films.

## Moord en proces
Evers werd in de ochtend van 12 juni 1963 voor zijn huis in de rug geschoten, terwijl hij uit zijn auto stapte. Dit was enkele uren nadat president John F. Kennedy een toespraak op televisie had gegeven, waarin hij zijn steun aan de burgerrechtenbeweging had gegeven. Medgar Evers werd zwaargewond naar het plaatselijke ziekenhuis in Jackson gebracht, waar hij aanvankelijk geweigerd werd vanwege zijn huidskleur. Pas toen bekend werd wie zij voor zich hadden, werd hij door het ziekenhuis geaccepteerd. Vijftig minuten later overleed Evers in het ziekenhuis.
Op 21 juni 1963 werd rechts-extremist Byron De La Beckwith gearresteerd voor de moord op Evers. Later dat jaar, tijdens de rechtszaak, konden twee volledig uit blanke mannen bestaande jury's geen oordeel over De La Beckwiths schuld vellen.
In 1994, 30 jaar nadat twee eerdere jury's geen overeenstemming hadden kunnen bereiken, werd De La Beckwith nogmaals berecht op basis van nieuwe bewijsstukken en werd hij veroordeeld voor de moord.
De La Beckwith overleed in januari 2001 op tachtigjarige leeftijd in gevangenschap.

## Bob Dylan
Bob Dylan schreef in reactie op de moord op Evers het lied 'Only a pawn in their game', dat hij kort daarna ten doop hield tijdens de slotbijeenkomst van de Mars naar Washington op 28 augustus 1963, waar Martin Luther King zijn wereldberoemd geworden 'I have a dream'- toespraak hield. Bij een deel van de overwegend zwarte deelnemers aan de mars viel Dylans keus voor dit lied niet goed, omdat de – niet bij naam genoemde – moordenaar erin 'slechts een pion in het spel' van de White Citizens' Council wordt genoemd. Toch is het Dylan door de zwarte gemeenschap niet nagedragen omdat hij zich al vroeg en nadrukkelijk solidair met haar had verklaard, en overigens ook uit het lied zelf blijkt dat hij aan de goede kant stond.